# Alfons Lütke-Westhues
Alfons Lütke-Westhues (17 de mayo de 1930-8 de marzo de 2004) fue un jinete alemán que compitió en la modalidad de salto ecuestre. Participó en los Juegos Olímpicos de Verano de 1956, obteniendo una medalla de oro en la prueba por equipos.

## Palmarés internacional
| Representando al Equipo Alemán Unificado |                    |                |             |
| Juegos Olímpicos                         |                    |                |             |
| Año                                      | Lugar              | Medalla        | Categoría   |
| 1956                                     | Estocolmo (Suecia) | Medalla de oro | Por equipos |